# Gare de Rabieux
La gare de Rabieux est une ancienne gare ferroviaire française des lignes de Vias à Lodève et de Montpellier à Rabieux, située sur le territoire de la commune de Ceyras, dans le département de l'Hérault, en région Occitanie.
Elle est mise en service en 1863 par la Compagnie des chemins de fer du Midi et du Canal latéral à la Garonne (Midi) et fermée au trafic voyageurs en 1948 et marchandises dans les années 1990 par la Société nationale des chemins de fer français (SNCF).

## Situation ferroviaire
Établie à 80 mètres d'altitude, la gare de bifurcation de Rabieux est située au point kilométrique (PK) 493,920 de la ligne de Vias à Lodève, entre les gares fermées de Clermont-l'Hérault et de Salelles-du-Bosc. Elle est également l'aboutissement, au PK 45,632 de la ligne de Montpellier à Rabieux, après la gare de Ceyras - Saint-Félix.

## Histoire
La gare de Rabieux est mise en service le 14 août 1863 par la Compagnie des chemins de fer du Midi et du Canal latéral à la Garonne, lors de l'ouverture à l'exploitation la section de Clermont-l'Hérault à Lodève.
Elle devient une gare de bifurcation le 15 mars 1896, lors de l'ouverture de la section de Gignac à Rabieux, de la ligne de Montpellier à Rabieux, par la Compagnie des chemins de fer d’intérêt local du département de l’Hérault.
Le 15 mai 1939, le tronçon entre Paulhan et Lodève est fermé.
La gare fut fermée au service des voyageurs, le 1er février 1948[réf. à confirmer].
Le trafic marchandises cesse vers 1990.

## Patrimoine ferroviaire
En 1984, la fosse du pont-tournant était toujours présente.
En 2025, le bâtiment de la gare de Rabieux a été réhabilitée en gîte rurale.